# Eugnosta aphrobapta
Eugnosta aphrobapta es una especie de polilla de la tribu Cochylini, familia Tortricidae.
Fue descrita científicamente por Meyrick en 1931.

## Distribución
Se encuentra en Brasil (Espírito Santo y Rondonia) y en Ecuador (Provincia de Napo).